# Hiroshi Satō
Hiroshi Satō (jap. 佐藤浩 Satō Hiroshi; ur. 30 stycznia 1978 w Tokoro) – japoński curler, reprezentant kraju na zimowych igrzyskach olimpijskich.
Satō początkowo uczestniczył w rywalizacji juniorskiej, jako skip reprezentacji reprezentował kraj na mistrzostwach świata juniorów w latach 1994-1996. Japończycy najwyżej zostali sklasyfikowani na 6. miejscu w 1995. Jeszcze w wieku juniorskim Hiroshi będąc drugim w zespole Makoto Tsurugi wystąpił na mistrzostwach strefy Pacyfiku. Zespół z Tokoro w latach 1996-1998 zdobył srebrne medale przegrywając w dwóch pierwszych turniejach w finale z Australią (Hugh Millikin) i w ostatnim z Nową Zelandią (Sean Becker). W rezultacie Hiroshi Satō nigdy nie wystąpił na mistrzostwach świata, w tym okresie kwalifikował się tam tylko mistrz.
Był członkiem reprezentacji olimpijskiej na Zimowych Igrzyskach Olimpijskich 1998, gdzie Japonia miała zapewnione miejsce jako gospodarz imprezy. W Round Robin Japończycy wygrali 3 a przegrali 4 mecze, pokonali między innymi drużyny Pei Lindholma i Andreasa Kappa, które wówczas były w posiadaniu tytułów mistrza i wicemistrza świata. Gospodarze zostali sklasyfikowani na 5. miejscu, mieli możliwość zakwalifikowania się do fazy play-off jednak w meczu barażowym ulegli 4:5 Amerykanom (Tim Somerville). 

## Drużyna
|           | Czwarty         | Trzeci        | Drugi           | Otwierający    |
| --------- | --------------- | ------------- | --------------- | -------------- |
| 1998/1999 | Makoto Tsuruga  | Kazuhito Hori | Hiroshi Satō    | Naoki Kudo     |
| ZIO 1998  | Makoto Tsuruga  | Hiroshi Satō  | Yoshiyuki Ōmiya | Hirohumi Kudo  |
| MSP 1997  | Yoshiyuki Ōmiya | Hirohumi Kudo | Hiroshi Satō    | Makoto Tsuruga |
| 1996/1997 | Makoto Tsuruga  | Kazuhito Hori | Hiroshi Satō    |                |

| juniorzy  | Czwarty        | Trzeci             | Drugi             | Otwierający        |
| --------- | -------------- | ------------------ | ----------------- | ------------------ |
| 1997/1998 | Makoto Tsuruga | Hiroshi Satō       | Kazuhito Hori     | Shinya Abe         |
| 1995/1996 | Hiroshi Satō   | Makoto Tsuruga     | Kazuhito Hori     | Shinya Abe         |
| 1994/1995 | Hiroshi Satō   | Naoki Kudo         | Yoshihiro Kataoka | Nobumitsu Fujisawa |
| 1993/1994 | Hiroshi Satō   | Nobumitsu Fujisawa | Yoshihiro Kataoka | Naoki Kudo         |